# Takis Michalos
Panagiotis "Takis" Michalos (em grego: Παναγιώτης Μίχαλος) (3 de outubro de 1947 - 3 de janeiro de 2010) foi um jogador e treinador de pólo-aquático grego.